# Nový Bydžov
Město Nový Bydžov (něm. Neu Bidschow) se nachází asi 30 km západně od Hradce Králové v okrese Hradec Králové. Žije zde přibližně 7 200 obyvatel.
Historické jádro města je městskou památkovou zónou, která vedle městských dominant chrání především pravidelný půdorys města patřící k nejcennějším ukázkám středověkého urbanismu, zatímco vlastní městská zástavba je většinou novodobá (ještě na začátku 19. století ve městě převládala dřevěná zástavba).
3 km severozápadně od města leží obec Starý Bydžov. Tato původně trhová ves (prvně zmíněna v pramenech k roku 1186) založená na významné polské (kladské) stezce byla někdy koncem 80. let 13. století povýšena na město, ovšem městské založení se zde ukázalo nevýhodným – zřejmě kvůli velké vzdálenosti od řeky Cidliny. A tak snad ještě koncem 13. století došlo k „přenesení města“ na nynější místo a k jeho pravidelnému vyměření „na zeleném drnu“.

## Historie

### Do 15. století
První zmínka pochází z roku 1305 v listině krále Václava II. Velmi cenné doklady o počátcích nového města i o dřívějším starém městě přinášejí zápisy novobydžovské Knihy svědomí z let 1311–1470, druhé nejstarší dochované městské knihy v Čechách.
Královské město byla založeno na pravidelné geometrické osnově, která se dochovala dodnes. 

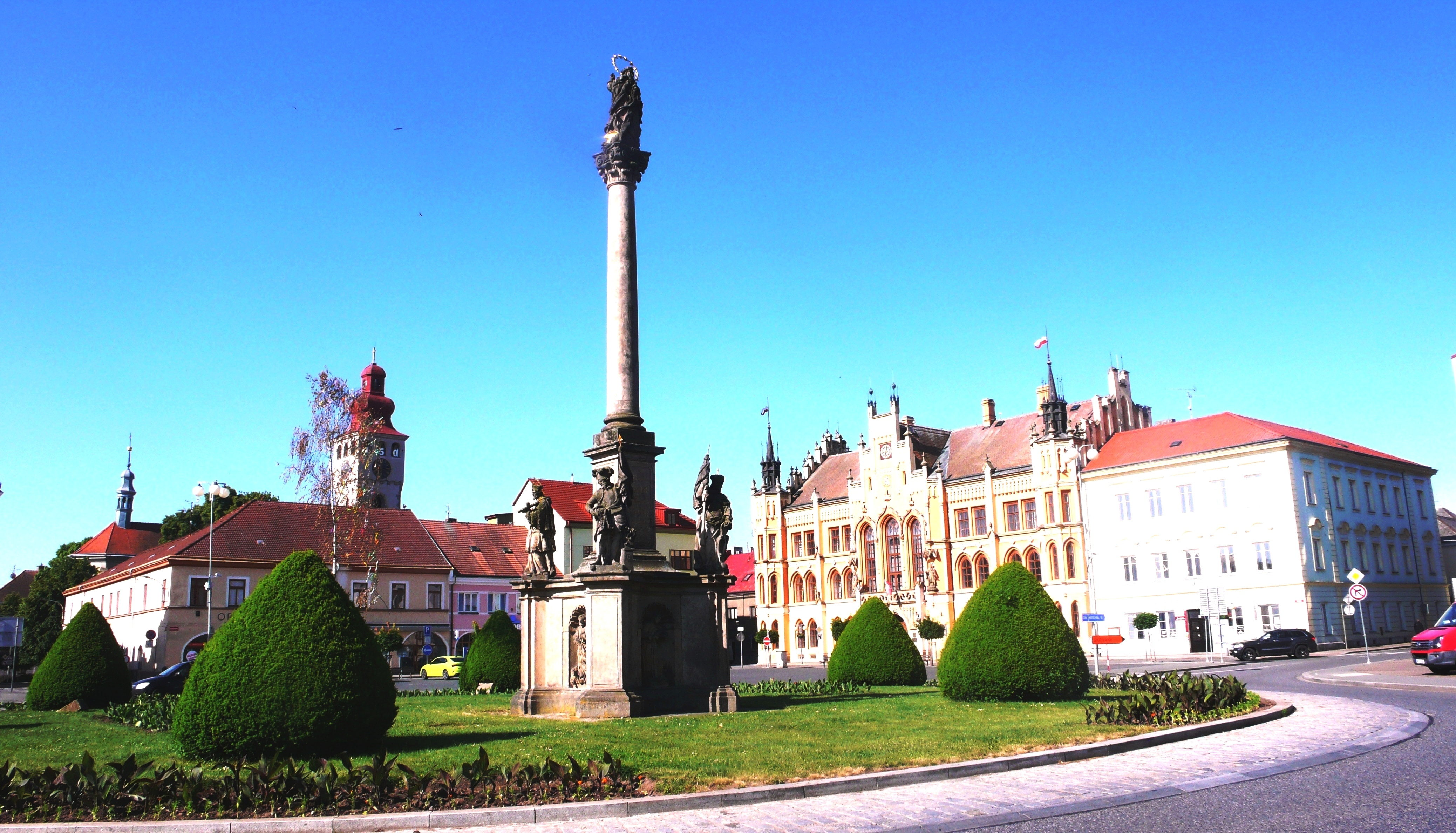
Město bylo založeno kolem čtvercového náměstí (do roku 1325 město královské)

Téměř čtvercové náměstí křižují hlavní ulice ve směru světových stran (s mírnou odchylkou 2°) a do každého rohu náměstí směřují dvojice k sobě téměř kolmých uliček. Pravidelně jsou vyměřeny i jednotlivé uliční bloky. Pravidelný půdorys byl ve středověku uzavřen tzv. velkým čtvercem na předměstích.
První majetková změna přišla v roce 1325, kdy král Jan Lucemburský pro své dluhy předal držení města Benešovi z Vartenberka, pánovi na Hrubé Skále a v Turnově. Město se tak stalo z města královského městem poddanským. Významnější změna přišla až v roce 1407, kdy město obdrželo od Čeňka z Vartenberka privilegium, které zajišťovalo měšťanům některé výhody měst královských, jmenovitě Hradce Králové.
Do dějin země se Nový Bydžov zapsal v předvečer husitské revoluce nezdařeným ozbrojeným útokem řemeslníků na minoritský klášter. Tato událost byla popsána ve staročeské skladbě "Bydžovští ševci", zachované v rukopisu v Univerzitní knihovně ve Vratislavi. Z husitského období se ve městě dochoval významný svědek doby – husitská houfnice – jediná v českých muzejních sbírkách.
Na den sv. Víta (15. června) roku 1420 téměř celé město vyhořelo a mnoho lidí přišlo o život. O přelomovém okamžiku pro tehdy ještě mladé město Nový Bydžov máme jen lakonickou zprávu ze Starých letopisů českých. Požár, který z dosud neznámé příčiny, pohltil dřevěné město a jeho opevnění, vystavil obyvatele velkému nebezpečí v právě začínajících husitských válkách. K ohrožení ještě přispíval fakt, že tehdejší majitel panství Čeněk z Vartemberka často měnil příslušnost v táborech bojujících stran. Spálené a nově budované město se tak ocitlo v nebezpečí, že se stane snadnou kořistí útočníků. Právě do těchto bouřlivých časů se s největší pravděpodobností datuje zánik minoritského kláštera v severovýchodní části města. Vypleněný kamenný konvent se postupně měnil v ruinu, „menší bratři“ se už do něj nevrátili a na „klášteřišti“ se později začali usazovat první příchozí – Židé.

### 16. a 17. století
Vartenberkové pak drželi Nový Bydžov až do roku 1516, kdy byl Nový Bydžov za 14 tisíc kop grošů prodán Janu z Pernštejna. Za Pernštejnů začal hospodářský vzestup města, podpořený už v roce 1517 udělením dalších výsad. Za Pernštejnů se ve městě začalo usazovat i židovské obyvatelstvo – již v roce 1520 byl založen v jižní části města za hradbami židovský hřbitov – jeden z nejstarších v Česku. Židé si začali stavět své domky v místě bývalého minoritského kláštera.

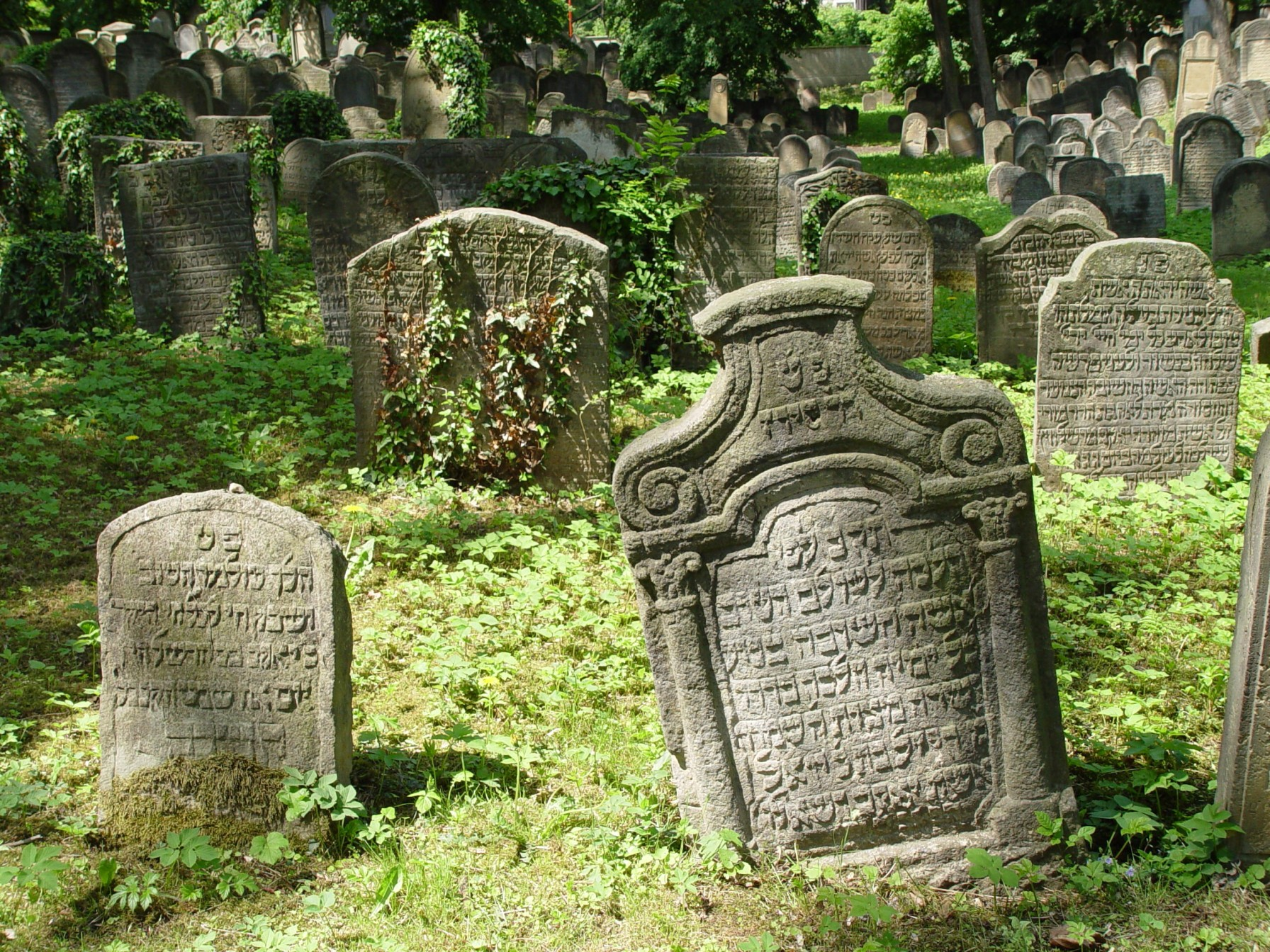
Starý židovský hřbitov s více než 1480 náhrobky

Dluhy a vysoká daňová zátěž nakonec způsobily, že po smrti Jana z Pernštejna se Nový Bydžov v roce 1548 dostal do držení císaře Ferdinanda I., který předal vrchnostenská práva Valdštejnům, bratrům Jindřichovi a Zdeňkovi Šťastným. V roce 1549 bylo vytvořeno městské panství, když byla k Novému Bydžovu přikoupena ves Prasek s krčmou a rybníkem Šibeničním a grunty Řehoty a Zdechovice. Po smrti obou bratrů se jako odumřelé léno navrátilo město s celým panstvím v roce 1567 zpět do rukou krále Maxmiliána II.
Bydžovští měšťané však usilovali o statut svobodného města. Za přímluvy tehdejšího profesora Karlovy univerzity Marka Moravce Bydžovského z Florentina, ale zejména sbírkou mezi měšťany ve výši 10 tisíc kop českých grošů, král žádosti Bydžovských vyhověl, nechal městské panství vymazat z dvorských desk a přepsat jej do desk zemských jako svobodné zboží. Smlouva o výkupu z poddanství byla podepsána dne 6. ledna 1569. Město se jako poslední přidalo k dalším osmi městům českých královen – stalo se královským věnným městem s povinností odevzdávat každoročně na sv. Jiří do pokladny české královny 50 kop grošů a k Vánocům také raky a bažanty.
Městské panství se skládalo na konci 16. století kromě samotného města i ze vsí Chudonice, Vysočany včetně krčmy, Zachrašťany včetně krčmy, Zadražany včetně krčmy, dvůr v Libni, valchy, lesů (Zadražanský, Zachrašťanský a Chlum), řeky, sádek a rybníků (Vysocký, Velký, Zachrašťanský, Silniční, Vesní, Spodní, Vražda a Zadražanský). Králi Maxmiliánovi však zůstalo právo pro něj a jeho dědice na těžbu kovů, právo na poklady v zemi ukryté, na lov vysoké a černé zvěře (jeleni, laně, srny, medvědi a divoké svině). Město zažívalo nebývalý rozvoj. Byly přikupovány jednotlivé dvory, ale i celé obce, jejichž počet se zvýšil na devět. V roce 1593 byli Bydžovští přijati mezi příslušníky třetího stavu s právem účasti na zemských sněmech. Bydžovští se zúčastnili Českého stavovského povstání, za což byli potrestáni propadnutím majetku panství. Všechny vesnice byly ohodnoceny na 29 372 kop míšeňských grošů. Město získalo vesnice zpět v roce 1628 za podmínky vydržování katolického kněze, jeho žáků a špitálu. Město bylo pod dohledem královského rychtáře.
Ve městě a širokém okolí probíhala tvrdá rekatolizace – v Novém Bydžově bylo vězení pro místní evangelicky smýšlející obyvatelstvo.
Za třicetileté války město zasáhlo několik tažení válčících armád. Těžkou pohromou byl v roce 1634 vpád saských vojsk. Sotva saské vojsko odtáhlo, vtrhl sem celý regiment pěšího císařského vojska. Město trpělo i za švédského vpádu Banérova v roce 1639 a Torstenssonova v roce 1642.
Po skončení třicetileté války byla situace města a jeho vsí katastrofální. V roce 1654 v Novém Bydžově zbylo z 210 domů jen 112 obydlených, 3 domy byly bez obyvatel a z 95 domů zbyly jen rozvaliny. V městských vsích bylo 28 sedláků, 22 chalupníků, 1 zahradník a na 30 zpustlých usedlostí bez hospodáře. Z hrůz třicetileté války se město vzpamatovávalo dlouhá desetiletí, zlepšení nijak nepomohly ani zhoubné požáry, které dřevěné město několikrát postihly.

### 18. a 19. století

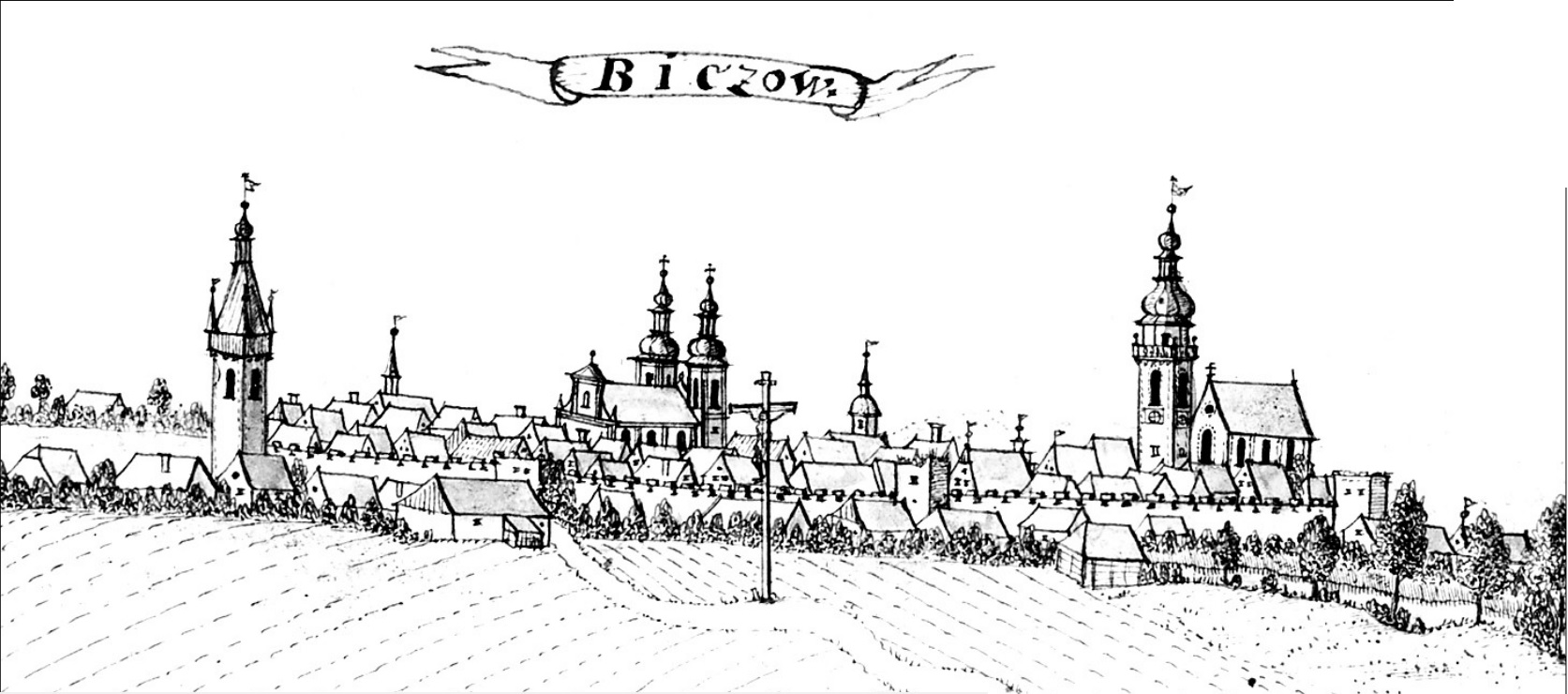
Veduta Nového Bydžova z roku 1752 (vpravo je vysoká věž kostela sv. Vavřince)

V roce 1751 v rámci reformy krajského zřízení vznikl nový Bydžovský kraj a Nový Bydžov jako jediné královské město na tomto území se také stal sídlem kraje. Krajský úřad zůstal ve městě jen do roku 1784, kdy byl přemístěn do Jičína, ale název kraje se nezměnil až do nové reformy krajského zřízení v roce 1850. Nový Bydžov tak dosáhl svého nejvyššího postavení v dějinách. Podle statistických přehledů bylo v Bydžovském kraji v roce 1788 celkově 174 973 obyvatel a v roce 1847 už dokonce 285 778 obyvatel. Do kraje patřila mimo jiné i města Hořice, Vrchlabí, Jičín, Poděbrady, Chlumec nad Cidlinou, Rokytnice nad Jizerou, Nová Paka a Jilemnice. Nový Bydžov zůstával po celé období kraje největším městem – ze 2866 obyvatel v roce 1788 zde počet obyvatelstva vzrostl na 4919 v roce 1850.
Počátkem čtyřicátých let 18. století začala tradice každoročních dvoudenních studentských slavností na konci prázdnin tzv. merend, která se v nových podmínkách s většími časovými přestávkami ve městě udržela dodnes. Nejstarší studentská merenda je doložena k roku 1750.
Ve čtyřicátých letech 18. století se na Novobydžovsku rozšířila sekta tzv. izraelitů, tajných stoupenců starozákonních myšlenek. Izraelité byli ve spojení s bydžovským rabínem Mendlem a zachovávali také některé zásady židovského náboženství. Po vyzrazení sekty následovalo rozsáhlé vyšetřování a vynesení krutých trestů. Hlavní představitel Jan Pita z Chudonic byl 18. prosince 1748 po drastickém mučení ve městě upálen. I další stoupence sekty čekalo obdobné potrestání na dalších místech. Hranice s izraelity z Novobydžovska byly posledními, které v našich zemích pro víru hořely.
Napoleonské války a státní bankrot z roku 1811 přivodily ochuzení většiny obyvatelstva. V roce 1817 je dovršil zhoubný požár. O bouřlivé noci 6. října 1817 celkově lehlo popelem 102 domků, 21 várečných domů a 18 stodol s obilím. Z veřejných budov shořela škola, děkanství, špitál, část Metličanské brány, střecha a věž kostela sv. Vavřince, v níž se – až na jeden – roztavily zvony. Celková škoda byla odhadnuta na závratnou částku 742 209 zlatých. Teprve po tomto požáru se ve městě začalo důsledně stavět z cihel a kamene. Nedostatek stavebního materiálu způsobil, že tehdy byly rozbořeny jiné starší stavby, např. část městských hradeb a zeď s kostnicí u kostela sv. Vavřince. Počátkem čtyřicátých let byly zbořeny i obě městské brány – Metličanská a Starobydžvoská, a když byly rozebrány i poslední zbytky hradeb ve východní části města, zůstaly po opevnění s branami, fortnami, 18 baštami už jen předsunuté hradební příkopy. Tehdy také začali první majitelé domů na náměstí zastavovat podloubí.

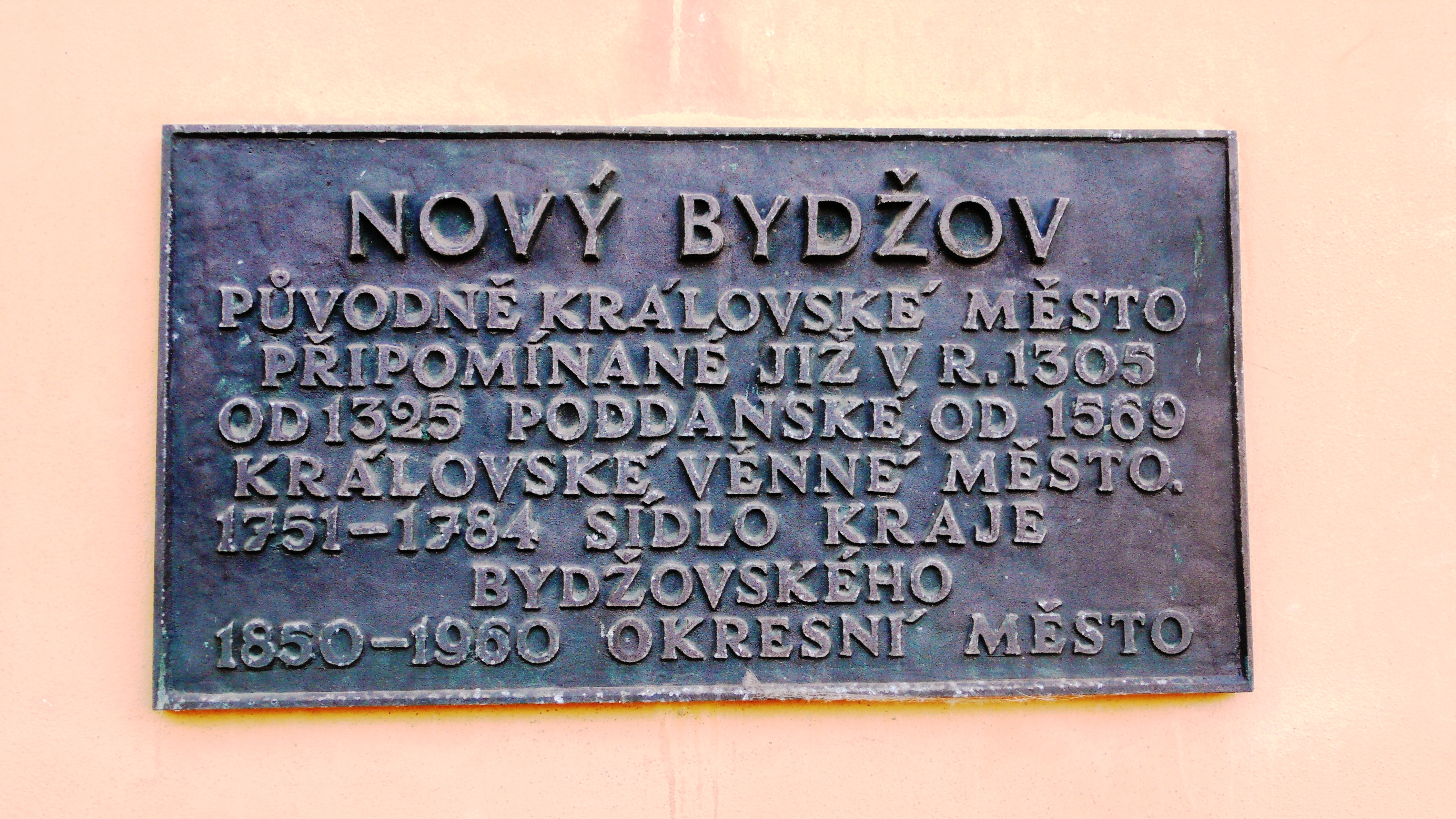
Historie města na radniční desce

Od roku 1850 byl Nový Bydžov až do roku 1960 nepřetržitě sídelním okresním městem. Od 2. poloviny 19. století Nový Bydžov žil bohatým spolkovým životem a postupně se stal významným centrem úřadů, školství, kultury, sportu, zdravotnictví a průmyslu celého okresu.

### 20. století a současnost
V sobotu 10. července 1926 oficiálně tehdy okresní město navštívil prezident Československé republiky Tomáš Garrigue Masaryk.
Město má v současnosti přibližně 7 200 obyvatel a osm městských částí (Nový Bydžov město, Chudonice, Zábědov, Skochovice, Žantov, Stará a Nová Skřeněř a Vysočany), spádovou oblastí je ale přibližně pro 17 tisíc obyvatel ze 22 obcí. Ze širokého okolí sem obyvatelé dojíždějí do zaměstnání, do škol, za lékaři, do úřadů a za sportem a kulturou.
Po roce 1989 postupně vznikly desítky nových privatizovaných obchodů, drobných i větších živností. Ke změnám došlo i v oblasti místní průmyslové výroby. Z tradičních výrobních podniků ve městě nezůstal prakticky žádný, zanikly koželužna, mlékárna, cukrovar a bývalé sklárny se proměnily v menší soukromé výrobny. Nová průmyslová zóna vyrostla na okraji města v Zábědově a postupně se plní novými podniky. Zemědělská družstva se transformovala do akciových společností.
Městský úřad vykonává státní správu pro přibližně 17 tisíc obyvatel. Po kratších obdobích starostování Vladimíra Hrubého v roce 1990, Jaroslava Hezkého v letech 1990–1991 a Karla Šprince v letech 1991–1994 je od komunálních voleb v listopadu 1994 dosud starostou Ing. Pavel Louda.
Území města od náměstí po velký čtverec stalo předmětem zvýšené památkové ochrany a péče. V posledním čtvrtstoletí byla opravena řada městských památek. Město nabízí řadu sportovišť a kulturních zařízení. Víceúčelové sportoviště Sportring, dva fotbalové stadiony, tenisové kurty, sokolovna a městská sportovní hala, venkovní koupaliště, zastřešený zimní stadion. Kulturní vyžití nabízí Jiráskovo divadlo s kinem, městská knihovna s informačním centrem a kulturním klubem MEKKA v Balounkově vile a Městské muzeum a galerie v budově spořitelny.

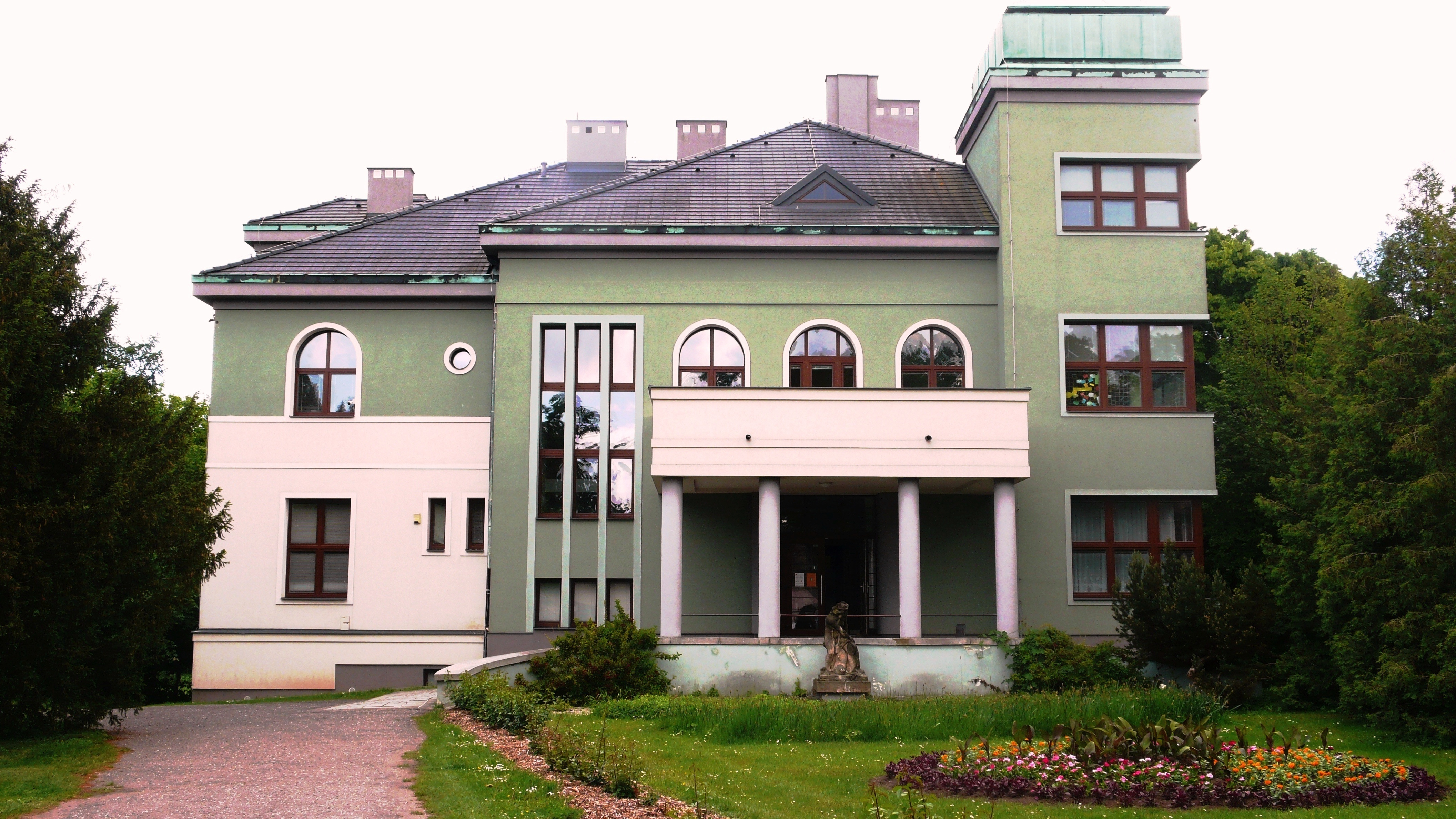
Městská knihovna s Infocentrem (Balounova vila v Husově ulici)

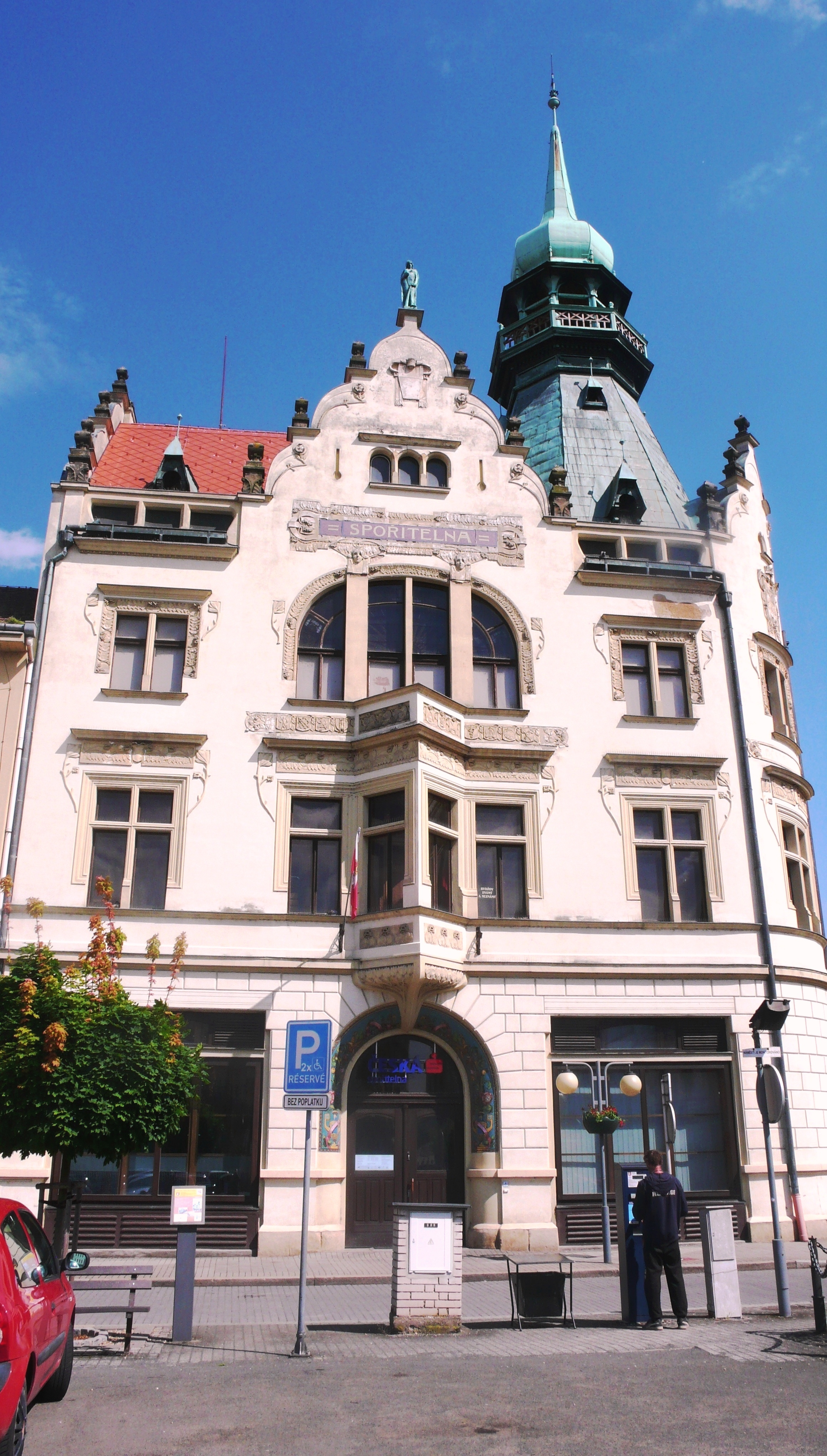
Městské muzeum s obrazovou galerií (budova Spořitelny na Masarykově náměstí)

Nový Bydžov je městem škol. Jsou zde dvě mateřské a tři základní školy, dále základní umělecká škola a tři střední školy – gymnázium, střední odborná škola a vyšší odborná škola se zaměřením na ekonomické předměty a Střední odborná škola a Střední odborné učiliště se zaměřením na technické předměty.
Ve městě je pošta, finanční úřad, úřad práce, pozemkový úřad, pracoviště zde má referát okresního úřadu pro státní sociální podporu, Policie České republiky, profesionální Hasičský záchranný sbor. Okresní nemocnice ve městě žel zanikla a stala se pouze pobočkou Oblastní nemocnice Jičín, a. s. O zdraví pacientů dále pečují praktičtí a odborní soukromí lékaři.
Na svém dalším rozvoji město spolupracuje i s okolními obcemi a vychází z jejich potřeb. Vznikl mikroregion Novobydžovsko, sdružující 19 okolních obcí, od roku 2016 spojený se sousedním mikroregionem Cidlina v jeden mikroregion Pocidlinsko čítající 37 obcí. Nový Bydžov je součástí dobrovolného svazku devíti měst Královská věnná města (Dvůr Králové nad Labem, Hradec Králové, Chrudim, Jaroměř, Mělník, Nový Bydžov, Polička, Trutnov a Vysoké Mýto). Partnerskými městy jsou slovenské Brezno a rumunský Nadlac.

## Části města
- Chudonice
- Nová Skřeněř
- Nový Bydžov
- Skochovice
- Stará Skřeněř
- Vysočany
- Zábědov
- Žantov

Od 1. července 1980 do 23. listopadu 1990 k městu patřily i Lužec nad Cidlinou, Starý Bydžov, Zachrašťany a od 1. ledna 1989 do 28. února 1990 také Skřivany.

## Známí rodáci
- Pavel Bydžovský, řečený Smetana (1496–1559), náboženský spisovatel
- Marek Bydžovský z Florentina (1540–1612), renesanční kronikář, matematik a astronom, básník,rektor Univerzity Karlovy
- Jiří Kezelius Bydžovský (1576–1654) překladatel a kronikář. Napsal kroniku Mladé Boleslavi.
- Josef Němec (1805–1879), manžel spisovatelky Boženy Němcové
- Alois Turek (1810–1893), architekt a předseda Spolku architektů a inženýrů
- Josef Eduard Proche (1822–1908), významný ovocnář
- Alois Gallat (1827–1901), humoristický spisovatel a publicista
- Josef Smolík (1832–1915), matematik a numismatik
- Jan Malát (1843–1915), hudební skladatel a pedagog (narozen v nedalekém Starém Bydžově)
- Josef Schnitter (1852–1914), stavitel
- Karel Boromejský Mádl (1859–1932), umělecký historik a kritik
- František Pečinka (1869–1917), malíř a básník
- Alois Fišera (1897–1981), československý legionář, důstojník, příslušník zahraničního odboje z období druhé světové války
- Jan Kefer (1906–1941), astrolog
- Zdeněk Jarkovský (1918–1948), hokejista, mistr světa a člen stříbrného olympijského týmu
- Jiří Zahradníček (1923–2001), operní zpěvák, tenorista
- František Řehák (1923–2017), herec a konferenciér
- Josef Hajna (* 1941), operní zpěvák, tenorista
- Jindřich Doležal (1857–1937), inženýr a politik
- Gustav Žďárský (1867–1925), překladatel, autor učebnic maďarštiny, rumunštiny, češtiny, angličtiny, němčiny, španělštiny, italštiny, esperanta
- Vladimír Žďárský (1896–1974), člen ND v Praze
- Jiří Hlušička (1929–2024), historik umění a výtvarný kritik

## Partnerská města
- Brezno, Slovensko
- Cascinette d'Ivrea, Itálie
- Nădlac, Rumunsko

## Fotogalerie

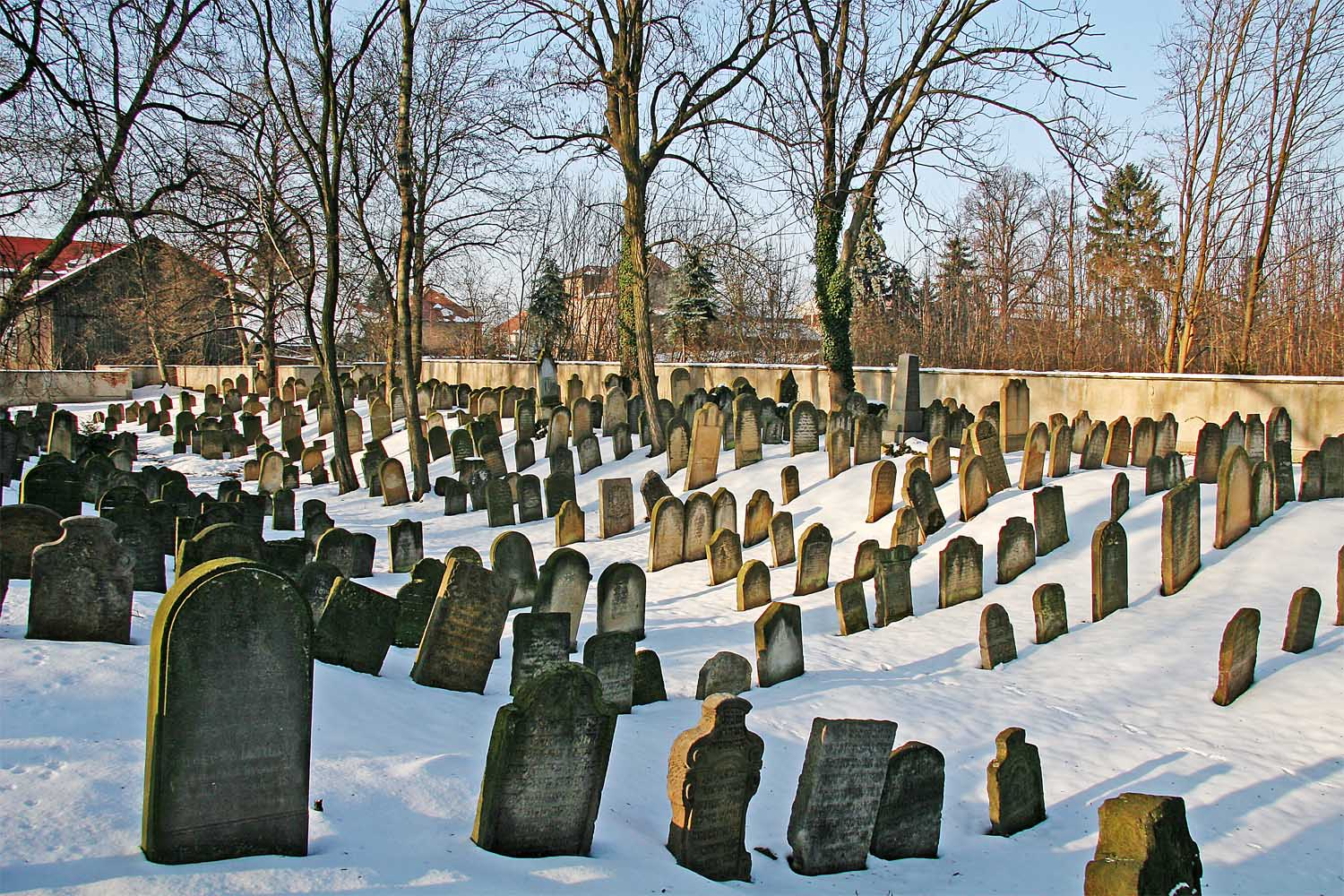
Starý židovský hřbitov v Novém Bydžově
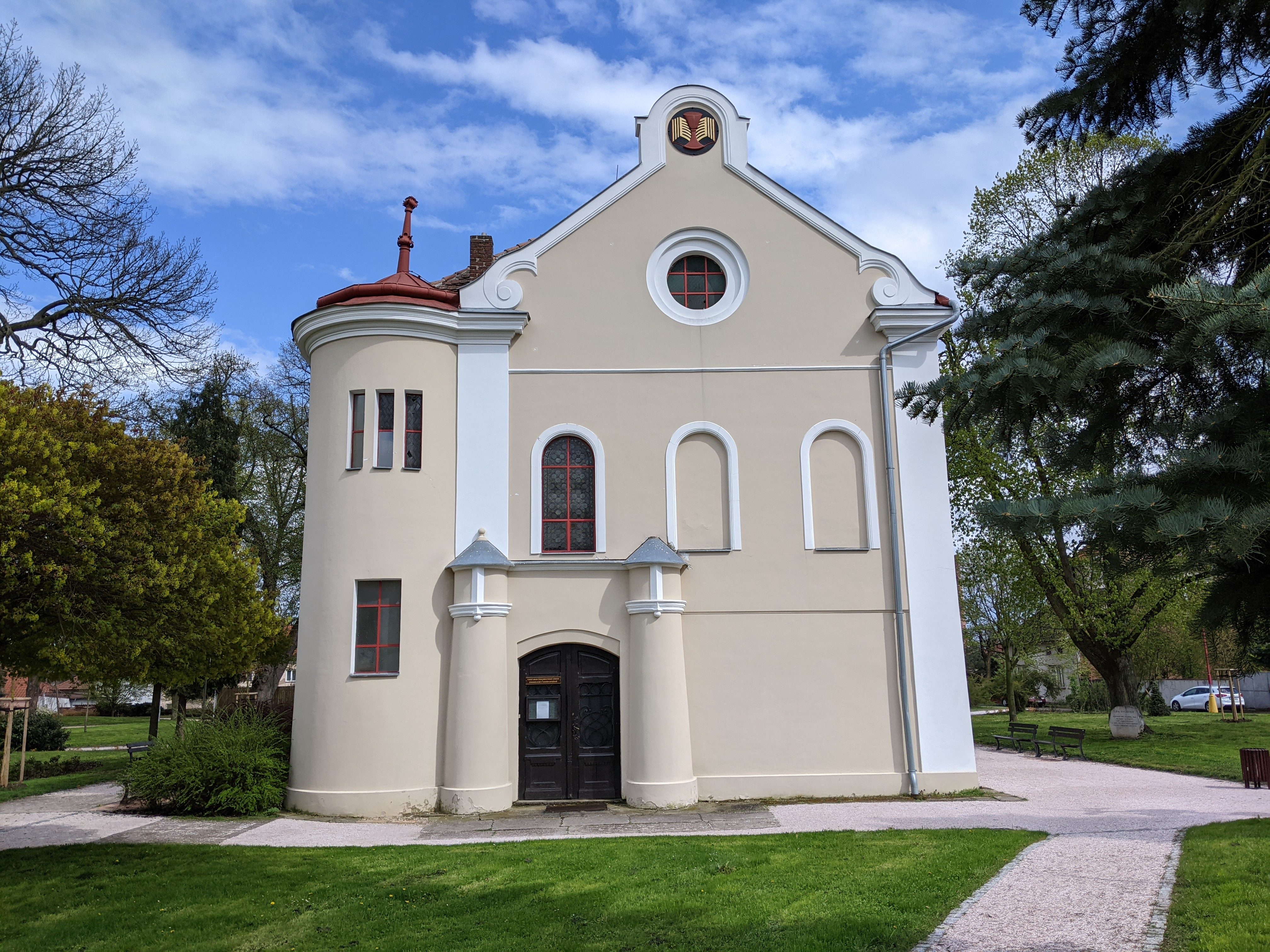
Bývalá synagoga v Novém Bydžově
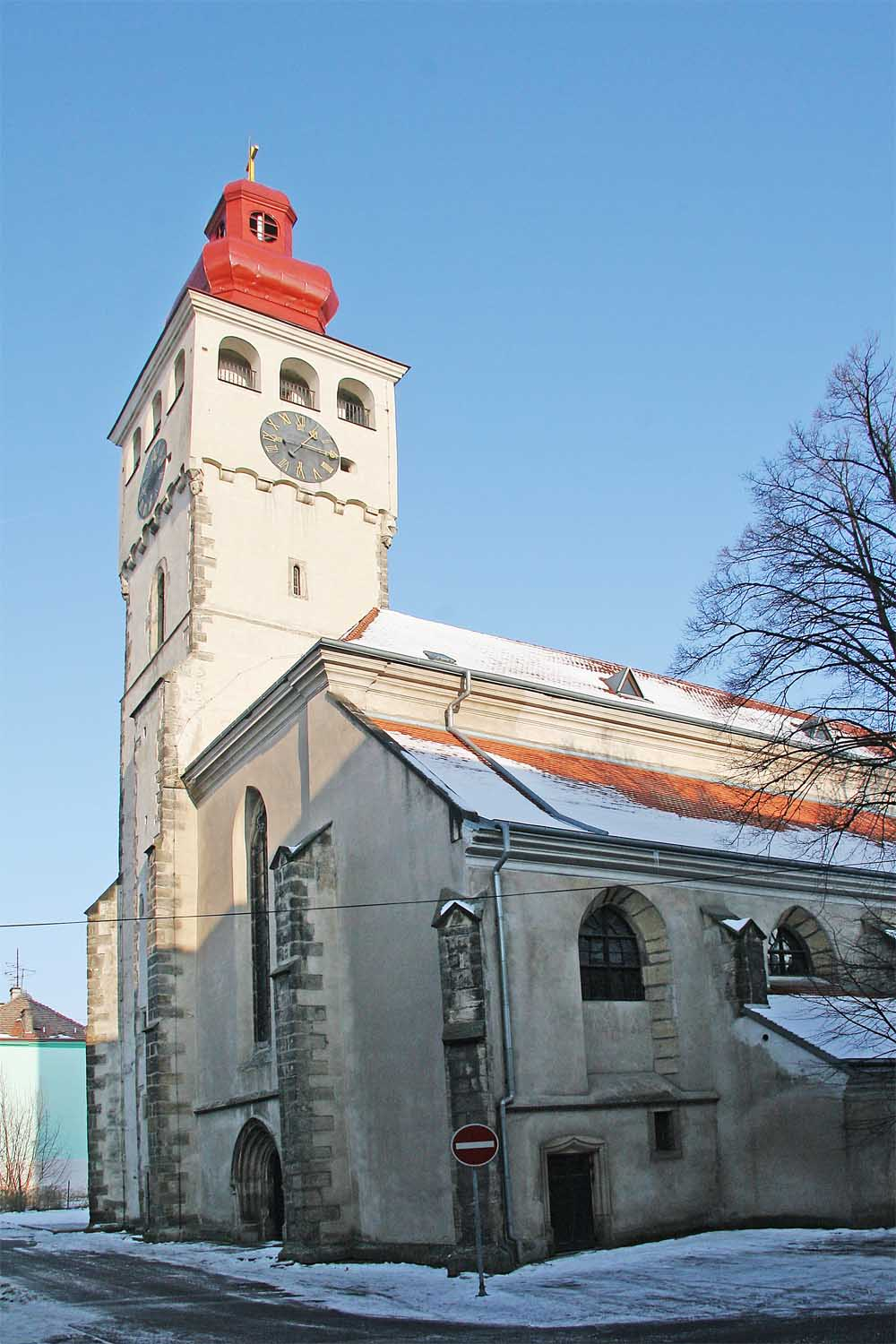
Kostel sv. Vavřince v Novém Bydžově
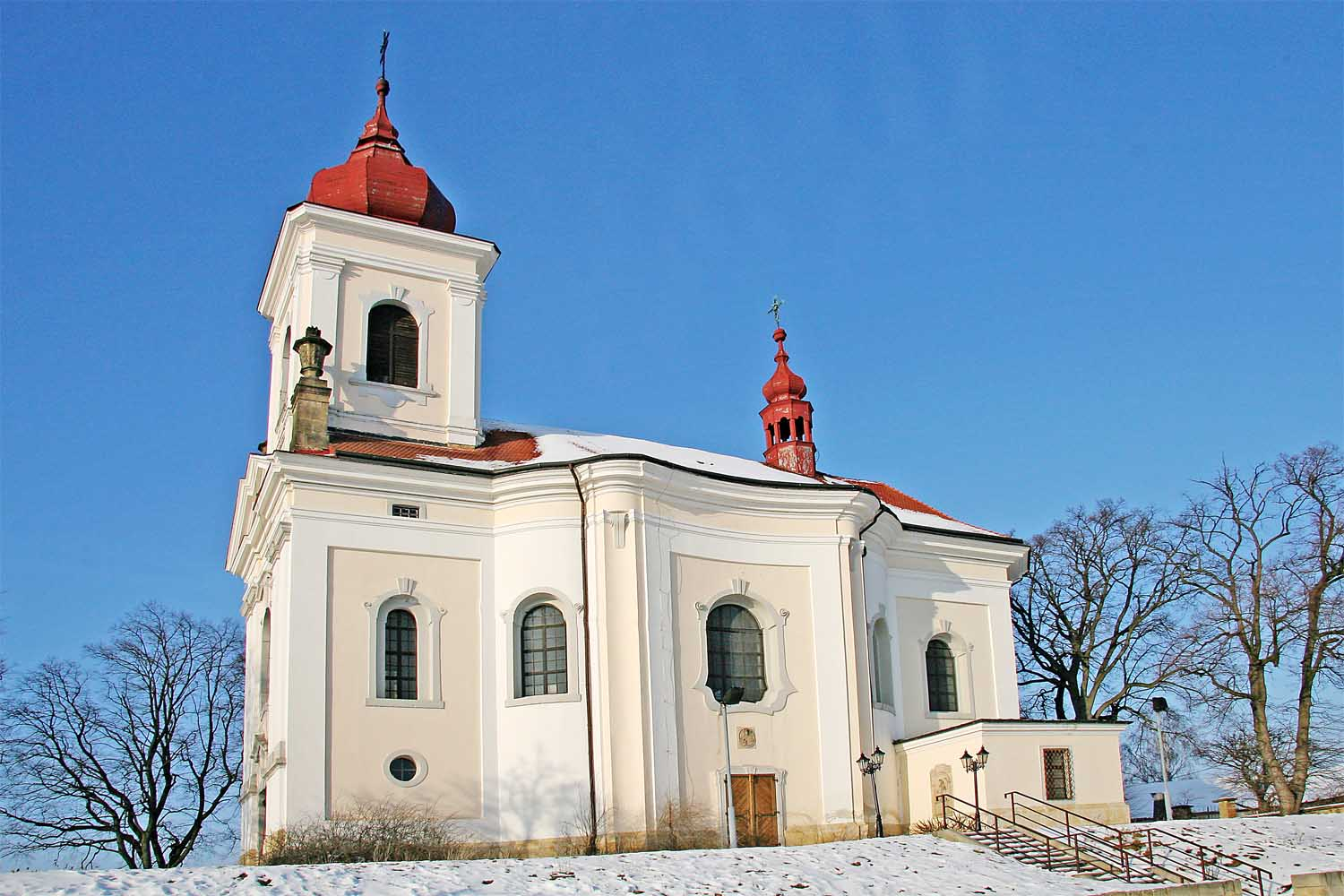
Kostel sv. Jakuba Většího na Metličanech